# Eupithecia fredi
Eupithecia fredi es una especie de polilla de la familia Geometridae. La especie fue descrita por primera vez por el entomólogo ruso Vladimir G. Mironov y el lepidopterista alemán Ulrich Ratzel, y recibió el nombre del lepidopterista alemán Fred Brandt, el primer coleccionista de mariposas en Afganistán. La polilla habiendo sido descrita en 2012, con distribución en Afganistán.
Brandt recopiló la serie tipo durante la Segunda Guerra Mundial, mientras se encontraba en Afganistán en 1941-42 en una misión de la Abwehr alemana, junto con su colega el M. Oberdörffer, un especialista en medicina tropical. Allí fueron atacados en la Provincia de Laugar, cerca de Kabul; un incidente conocido como el "incidente de Logar". Brandt resultó herido en el ataque y su compañero falleció. Casi toda la colección de mariposas recolectadas allí también fue destruida, con excepción de la serie tipo de la especie Eupithecia fredi.
El holotipo de la especie fue descrita en la región montañosa de Pagman-Gebirge, a unos 25 kilómetros (15,5 mi) al noroeste de Kabul, a una altitud de 2500 metros (8202,1 pies) sobre el nivel del mar. Es una polilla pequeña con una envergadura de unos 18 a 22,5 milímetros (0,7 a 0,9 plg). 